# Équipe d'Ukraine féminine de volley-ball
L'équipe d'Ukraine féminine de volley-ball est composée des meilleures joueuses ukrainiennes sélectionnées par la Fédération ukrainienne de volley-ball (Ukrainian volleyball federation, UVF). Elle est actuellement classée au 26e rang de la Fédération internationale de volley-ball au 10 juillet 2022.

## Sélection actuelle
Sélection pour les Qualifications aux championnats d'Europe de 2011.

Entraîneur : Volodymyr Buzaiev  ; entraîneur-adjoint : Yaroslav Nazarov 

## Palmarès et parcours

### Palmarès
- Championnat d'Europe
  - 3e : 1993

### Parcours

#### Jeux Olympiques
| - 1996 : 11e' - 2000 : Non qualifié - 2004 : Non qualifié - 2008 : Non qualifié - 2012 |

#### Championnats du monde
| - 1994 : 10e' - 1998 : Non qualifié - 2002 : Non qualifié - 2006 : Non qualifié - 2010 : Non qualifié |

#### Championnat d'Europe
| - 1991 : Non participant - 1993 : 3e - 1995 : 7e - 1997 : 7e - 1999 : Non qualifié - 2001 : 4e - 2003 : 9e - 2005 : Non qualifié - 2007 : Non qualifié - 2009 : Non qualifié - 2011 : 15e |